# Annina (Vorname)
Annina ist ein weiblicher Vorname.

## Herkunft
Der Name ist eine Verkleinerungsform von Anna.

## Bekannte Namensträgerinnen
- Annina Butterworth (* 1980), Schweizer Schauspielerin
- Annina Eisenbart (* 1994), Schweizer Unihockeyspielerin
- Annina Euling (* 1991), deutsch-schweizerische Schauspielerin
- Annina Fahr (* 1993), Schweizer Sprinterin
- Annina Faisst (* 2000), Schweizer Unihockeyspielerin
- Annina von Falkenstein (* 1996), Schweizer Politikerin (LDP)
- Annina Frey (* 1980), Schweizer Fernsehmoderatorin, Schauspielerin, Model, Musikproduzentin und DJ
- Annina Hellenthal (* 1983), deutsche Schauspielerin
- Annina Hunziker (* 1993), Schweizer Schauspielerin
- Annina Jest, auch Annina Braunmiller oder Annina Braunmiller-Jest (* 1985), deutsche Schauspielerin und Synchronsprecherin
- Annina Rajahuhta (* 1989), finnische Eishockeyspielerin
- Annina Ruppel (* 1980), deutsche Ruderin
- Annina Semmelhaack, auch Annina Hill oder Annina Ucatis (* 1975), deutsche Pornodarstellerin, Moderatorin und Entertainerin
- Annina Volonterio (1888–1972), Schweizer Schriftstellerin
- Annina Walt (* 1996), Schweizer Schauspielerin